# Ściana Płaczu

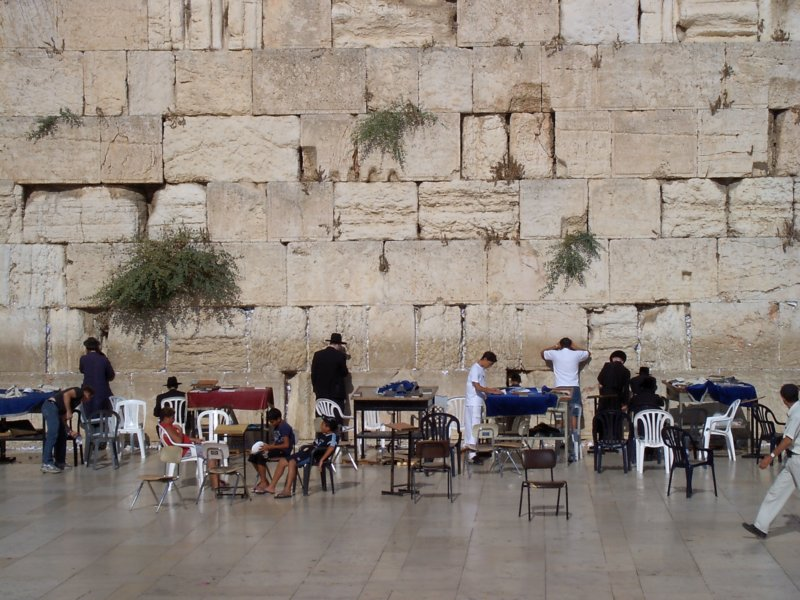
Ściana Płaczu – przypuszczalna pozostałość drugiej świątyni Jerozolimskiej

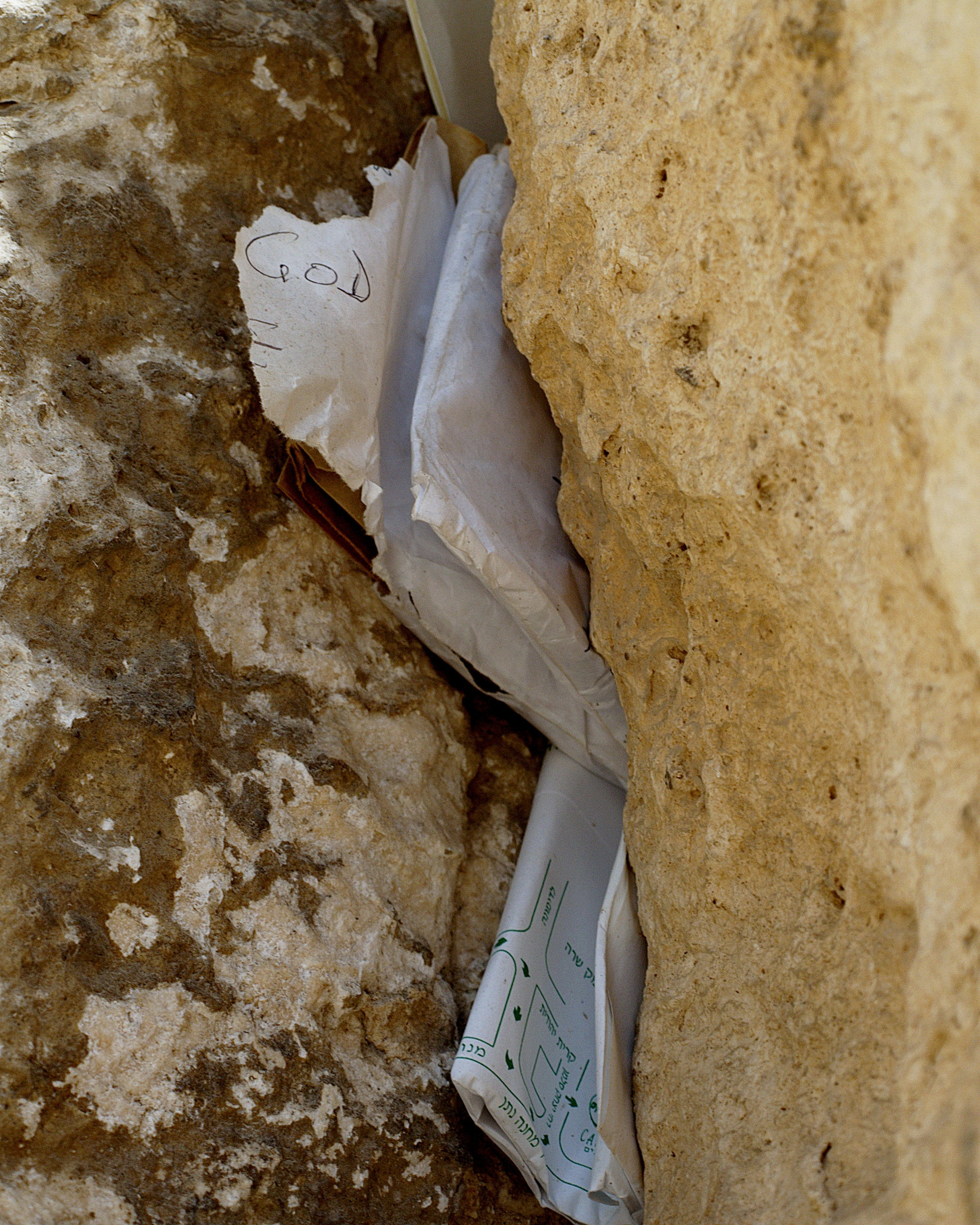
Karteczki z modlitwami umieszczone w Ścianie Płaczu

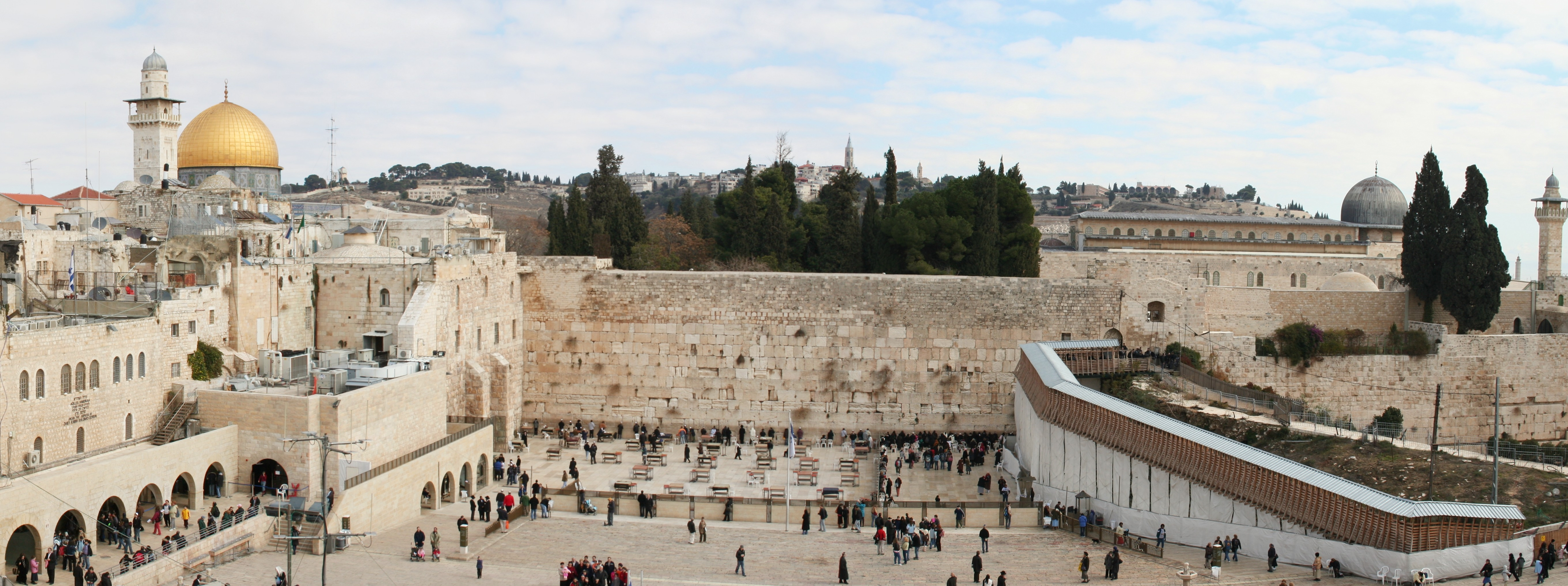
Panorama Zachodniej Ściany z widokiem na Wzgórze Świątynne, Kopułę na Skale (po lewej) oraz meczet al-Aksa (po prawej z tyłu)

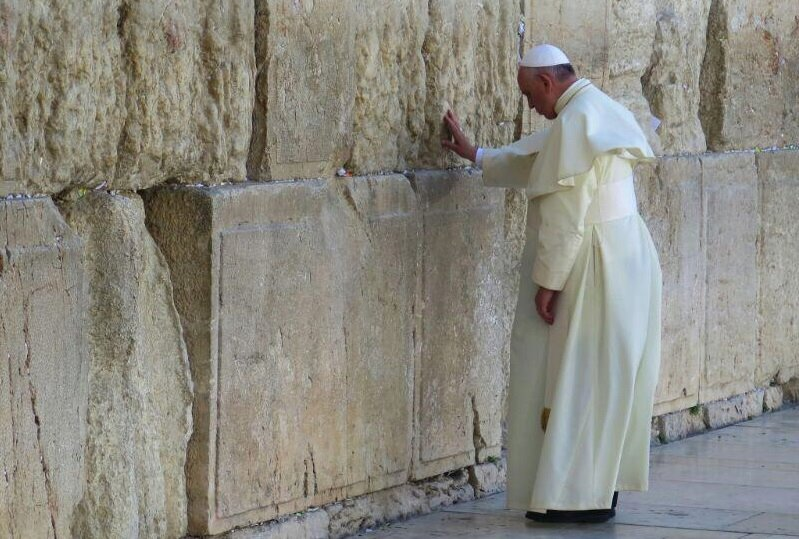
Papież Franciszek przy Ścianie Płaczu

Ściana Płaczu, także: Mur Zachodni (hebr. ‏הכותל המערבי‎, Ha-Kotel ha-Ma’arawi, tłum. „mur zachodni”) – przypuszczalna pozostałość Świątyni Jerozolimskiej. W chwili obecnej jest to najświętsze miejsce judaizmu. Zachowane mury mogą być fragmentem Drugiej Świątyni wybudowanej na wzgórzu Moria.
Ściana Płaczu może być częścią Świątyni Jerozolimskiej (muru herodiańskiego), odbudowanej przez Heroda, a zniszczonej przez Rzymian w 70 r. n.e. Nazwa pochodzi od żydowskiego święta opłakiwania zburzenia świątyni przez Rzymian, obchodzonego corocznie w sierpniu. Wierni zgodnie z tradycją wkładają między kamienie ściany karteczki z prośbami do Boga.
Jedynie połowa muru, włączając w to 17 rzędów kamieni znajdujących się poniżej poziomu gruntu, ma pochodzić z okresu Drugiej Świątyni i zostały zbudowane około 19 roku p.n.e. przez Heroda Wielkiego. Pozostałe części zostały dodane w VII wieku lub później. Nazwa Mur Zachodni odnosi się nie tylko do części muru przylegającej do dużego placu w Dzielnicy Żydowskiej, ale również do ukrytego za budynkami fragmentu biegnącego wzdłuż całej długości Wzgórza Świątynnego (Wzgórza Moria). Jednym z takich fragmentów jest Mały Mur Zachodni – 8-metrowej długości fragment znajdujący się w Dzielnicy Muzułmańskiej.
Ściana Płaczu była celem pielgrzymek i miejscem modlitwy żydów od wielu wieków. Pierwsze wzmianki na ten temat pochodzą z IV wieku naszej ery. Poczynając od połowy XIX wieku Żydzi podjęli wiele niezależnych prób wykupienia praw do muru i przylegającej do niego okolicy, jednak żadna z nich nie zakończyła się sukcesem. Z początkiem wieku XX oraz narodzinami ruchu syjonistycznego Mur Zachodni stał się przedmiotem wielu sporów pomiędzy społecznością żydowską a muzułmańską. Muzułmańscy przywódcy religijni obawiali się, że nacjonaliści żydowscy żądania praw do Muru w przyszłości rozszerzyć mogą na całe leżące poza nim Wzgórze Świątynne, na którym niegdyś stała ich Druga Świątynia i dalej na całą Jerozolimę. Gdy zamieszki u podnóża Ściany Płaczu stały się coraz częstsze, w 1930 roku powołano międzynarodowy zarząd sprawujący opiekę nad Wzgórzem Świątynnym i jego okolicą, który ustanowił zasady dostępu do niego żydów i muzułmanów. W 1948 roku, po wojnie arabsko-izraelskiej mur przeszedł pod kontrolę Jordanii i pozostawał pod nią przez 19 lat, aż do zajęcia Jerozolimy przez Izrael w 1967 roku. W czasie tym mur był dla żydów niedostępny.
Ściana Płaczu jest podzielona na 48-metrową część dla mężczyzn i 12-metrową dla kobiet. Ponadto kobietom nie wolno na głos odmawiać modlitw, śpiewać, czytać Tory oraz zakładać rytualnego szalu modlitewnego. Czynności te mogą wykonywać tylko mężczyźni. Żydówkom, które złamią powyższe przepisy grozi, nawet obecnie, areszt ze strony policji i atak haredim - ultraortodoksyjnych żydów.

## Pochodzenie nazwy
Różne wczesne teksty żydowskie mówią o „Zachodniej Ścianie Świątyni”, ale nie ma pewności czy teksty te odnoszą się do obecnego Muru Zachodniego, a nie do jednego z licznych murów położonych dawniej wewnątrz kompleksu świątynnego. Najwcześniejszą wzmianką o Murze Zachodnim, o której z całą pewnością można powiedzieć, że mówi o obecnej Ścianie Płaczu, są teksty włosko-żydowskiego poety Ahimaaza ben Paltiela. Nazwa „Ściana Płaczu” pojawiła się powszechnie w literaturze europejskiej w XIX wieku. W języku angielskim ścianę nazwano „Wailing Wall”, francuskim „Mur des Lamentations”, zaś w języku niemieckim „Klagemauer”. Określenia te powstały z tłumaczenia powszechnie stosowanej w języku arabskim nazwy el-Mabka (Miejsce Płaczu). Nazwa ta wywodzi się z żydowskiej tradycji wspominania i opłakiwania faktu zburzenia Drugiej Świątyni z twarzą zwróconą w stronę pozostałego po niej muru. W latach 1920–1930, w czasie zwiększonych napięć na tle Muru, muzułmanie zaczęli nazywać go al-Buraq. Nazwa ta ma źródło w tradycji islamskiej mówiącej, że Mahomet przywiązał do niego swojego skrzydlatego rumaka Buraq’a w czasie swojej „Nocnej Podróży” z Mekki do Jerozolimy i z powrotem.

## Lokalizacja i rozmiary
Nazwa Ściana Płaczu odnosi się zwykle do 57-metrowej części muru będącej zachodnią ścianą kompleksu Wzgórza Świątynnego. Do tej części muru przylega duży plac umożliwiający wiernym modlitwę w jej pobliżu. Całość muru rozciąga się na długości 488 metrów i w znacznej części ukryta jest za zbudowanymi przed nim budynkami. Inne odkryte fragmenty muru to jego 80-metrowa południowa część oraz tzw. Mała Ściana Zachodnia położona w dzielnicy muzułmańskiej Jerozolimy w pobliżu Bramy Żelaznej. Pomimo że dostęp do niej jest utrudniony, dla wielu żydów ma ona specjalne znaczenie, ponieważ zlokalizowana jest bliżej miejsca uznawanego przez nich za święte.
Ściana Zachodnia zbudowana została przez Heroda Wielkiego w czasie jej renowacji ok. 19 roku p.n.e. jako ściana podtrzymująca kompleks znajdującej się powyżej Drugiej Świątyni. Herod przebudował wtedy szerokie wzgórze na którym wcześniej stały Pierwsza i Druga Świątynia do jego obecnej postaci.
W części muru przyległej do placu Ściany Zachodniej (Ściany Płaczu) całkowita jego wysokość (razem z częścią ukrytą poniżej poziomu gruntu) wynosi 32 metrów, zaś część odsłonięta wznosi się na wysokość 19 metrów. W skład muru wchodzi 45 rzędów kamieni, z czego 28 znajduje się powyżej poziomu gruntu a 17 poniżej niego.
Najniższych 7 odsłoniętych rzędów powstało w okresie panowania Heroda Wielkiego. Ta część muru powstała z wielkich głazów wapiennych wydobytych prawdopodobnie w jaskiniach Zedekiasza (zwanych także kopalniami Salomona) znajdującymi się pod muzułmańską częścią Jerozolimy lub przywiezionych z kamieniołomów Ramat Szelomo odległych o 4 kilometry na północny zachód od Jerozolimy. Większość z kamieni waży 2-8 ton, niektóre jednak ważą znacznie więcej, zaś największy z nich położony w północnej części Łuku Wilsona ma długość 13 metrów i waży 517 ton.
Na krawędzi każdego z kamieni przy pomocy dłuta utworzono precyzyjne obramowanie szerokości 5-20 centymetrów i głębokości 1,5 centymetra. W czasach Heroda górne 10 metrów muru miało 1 metr grubości i służyło jako podwójna kolumnada (perystaza) okalająca wzniesienie świątynne. Część ta udekorowana była rzędami pilastrów, które zostały zniszczone na początku VII wieku gdy Cesarstwo Bizantyńskie przejęło kontrolę nad Jerozolimą od Persów.
Następne 4 rzędy zostały dodane za czasów panowania Umajjadów w VII wieku.
Kolejne 14 rzędów powstało w czasie Imperium Osmańskiego. Ich dodanie przypisuje się sir Mosesowi Montefioremu, który w roku 1866 podwyższył mur „dla ochrony przed słońcem i deszczem tych, którzy przyszli modlić się na świętych pozostałościach naszej świątyni”.
Ostatnie 3 rzędy kamieni zostały dodane przez wielkiego muftiego Jerozolimy w 1967 roku.

## Historia

### Powstanie muru (19 p.n.e.)
Według świętej księgi żydowskiej Tanach Pierwsza Świątynia zwana też Świątynią Salomona została zbudowana na szczycie Wzgórza Świątynnego w X wieku p.n.e. na którym pełniła swoje funkcje do roku 586 p.n.e. gdy została zburzona przez Babilończyków. W roku 516 p.n.e. w jej miejscu powstała Druga Świątynia. W roku 19 p.n.e. Herod Wielki podjął się jej renowacji i rozbudowy. W tym czasie rozbudowane zostały mury podtrzymujące i umacniające powiększone Wzgórze Świątynne. Dzisiejsza Ściana Zachodnia stanowi fragment murów zbudowanych w tym czasie. W roku 70 n.e. Druga Świątynia została zburzona przez Rzymian po przegranym przez Żydów powstaniu przeciwko Imperium Rzymskiemu

### Cesarstwo Rzymskie i powstanie chrześcijaństwa (100–500)
W pierwszych wiekach naszej ery, po stłumieniu przez Rzymian powstania żydowskiego Bar Kochby w 135 roku, Żydom zabroniono wstępu do Jerozolimy. W II i III wieku zakaz ten rozluźnił się nieco, a panujący w tym czasie imperator rzymski zezwalał nielicznym Żydom 9 dnia miesiąca Aw na opłakiwanie i modlitwę na leżącej w pobliżu murów miasta Górze Oliwnej oraz wyjątkowo przeprowadzania obrzędów na Wzgórzu Świątynnym. Gdy pod rządami Konstantyna I Wielkiego wzrosło w Cesarstwie Rzymskim znaczenie chrześcijaństwa, Żydzi otrzymali pozwolenie na coroczny, odbywający się w dziewiątym dniu miesiąca Av dostęp do pozostałego po zburzonej Świątyni muru. W dzień ten Żydzi całego świata do dziś wspominają i rozpamiętują zburzenie obydwu stojących niegdyś na Wzgórzu Świątyń. W 425 roku Żydzi z Galilei napisali do władczyni Bizancjum Ateny Eudokii petycję prosząc o pozwolenie na modlitwę przy ruinach Drugiej Świątyni. Pozwolenie zostało udzielone i od tego czasu Żydzi mogli ponownie osiedlać się w Jerozolimie.
W okresie panowania Rzymian znajdujące się wewnątrz muru Wzgórze Świątynne używane było jako miejscowe wysypisko śmieci, a ruiny Drugiej Świątyni przykryła góra odpadków.

### Średniowiecze(500–1500)
Istnieje wielu autorów żydowskich z X i XI wieku (np. Aaron ben Meïr, Samuel ben Paltiel, Solomon ben Judah) opisujących modlitwy Żydów pod Ścianą Płaczu. Issac Cheilo, żydowski podróżnik, w roku 1333 opisał przejęcie Palestyny od Rzymian (których w swoim opisie nazywa chrześcijanami) przez arabskiego władcę Umara z 637 roku. Według jego opisu arabski król przed bitwą złożył przysięgę, że w razie wygranej bitwy oczyści ruiny Świątyni z nagromadzonych tam nieczystości. Po bitwie próbował on znaleźć to miejsce, ukryte ono jednak było pod stosami odpadków. Wtedy podszedł do niego stary Żyd i rzekł: Powiem Ci gdzie leży świątynia, ale najpierw musisz przyrzec, że pozostawisz nam Zachodnią Ścianę. Gdy król obiecał tak uczynić, stary człowiek pokazał mu, gdzie należy szukać pozostałości świątyni i Świętego Wzgórza. Król dotrzymał słowa i nakazał oczyszczenie wzgórza, sam symbolicznie rozpoczynając prace. Aby zaś chronić najświętsze miejsce tego wzgórza Kamień węgielny zbudował przepiękny meczet a Ścianę Zachodnią pozostawił Żydom jak przyrzekł. Chelio napisał również: jest to Zachodnia Ściana, która stoi przed świątynią Umara ibn al-Chattab, a którą zwą Bramą Miłosierdzia. Żydzi zwracają się w jej stronę modląc się, jak przykazał Rabbi Benjamin. Od dzisiaj miejsce to stało się jednym z siedmiu świętych miejsc Jerozolimy.

## Okres osmański (1517–1917)
W roku 1517 Jerozolima znalazło się pod panowaniem Turków Osmańskich, którzy pod rządami Selima Groźnego przejęli miasto od Mameluków. Nastawienie Turków wobec Żydów było bardzo pozytywne po tym, jak zostali oni przez nich poparci w czasie wojny z Mamelukami, toteż przyjęli oni do miasta tysiące Żydów wygnanych w tym czasie z Hiszpanii przez Ferdynanda II Katolickiego i Izabelę I Katolicką. Sułtan Sulejman Wspaniały chcąc zapewnić miastu należytą ochronę przed najazdami w przyszłości, zlecił budowę muru obronnego okalające całe miasto, stojącego do dziś.
W drugiej połowie XVI wieku Selim II oficjalnie zezwolił Żydom na modlitwę przy Ścianie, zbudował nawet w jej pobliżu oratorium. Jerozolima rosła, w pobliżu muru powstawało coraz więcej budynków. By dostać się do muru należało przejść przez ciasną plątaninę wąskich uliczek należących do nieistniejącej obecnie dzielnicy marokańskiej. W maju 1840 w związku ze wzmożonym ruchem wiernych wydano Firman (dekret) zabraniający Żydom układania przed Murem mozaik oraz „podnoszenia głosu i pokazywania ksiąg modlitewnych”. Dekret potwierdzał jednocześnie, że modlącym „zezwala się na dostęp do Ściany tak jak do tej pory”.
W połowie XIX wieku rabin Joseph Schwarz pisał:
„Ściana odwiedzana jest przez braci naszych podczas każdego święta. Duży plac u jej stóp często zapełniony jest do tego stopnia, że nie wszyscy mogą modlić się w tym samym czasie. Ściana odwiedzana jest również, choć przez mniejszą liczbę wiernych, w piątki oraz przez niektórych prawie codziennie. Mahometanie nie przeszkadzają nikomu w tych wizytach, jako że wciąż mamy stary Firman wydany przez samego Sułtana Konstantynopola, który mówi, że nikomu dostęp nie może być zabroniony. Pobierają oni wprawdzie od nas specjalny podatek przy przejściu przez Bramę, jest on jednak bardzo niski.”
W miarę upływu lat zwiększająca się liczba przychodzących pod Ścianę ludzi powodowała przeróżne napięcia pomiędzy nimi a mieszkańcami okolicznych domów. Mieszkańcy narzekali na nadmierny ścisk i hałasy, modlący zaś domagali się więcej miejsca. Napięcia te dały początek wielu późniejszym próbom przejęcia (zakupu) ziemi bezpośrednio przylegającej do Muru.
W latach 30. XIX wieku bogaty Żyd Shemarya Luria podjął próbę zakupu domów przylegających do Ściany, zakończoną jednak niepowodzeniem. Około 20 lat później inny bogaty Żyd Abdullah of Bombay próbował zakupić całą Ścianę, jednak z tym samym rezultatem. W roku 1869 rabin Rabbi Hillel Moshe Gelbstein osiedlił się w Jerozolimie. Zorganizował on stoły i ławy, które codziennie przynoszone były na plac przed Ścianą i używane były przez grupy modlących się i studiujących Talmud. Rozpoczął zwyczaj codziennych modlitw [Minjan], które prowadził sam przez wiele lat. Miał również w planach zakup podwórzy paru domów przylegających do Ściany z zamiarem zbudowania na nich trzech niewielkich synagog – dla Sefardyjczyków, chasydów i Perushim. Zachęcał również do odrodzenia starożytnej tradycji „strażników honoru”, którzy zgodnie z Miszną Talmudu w przeszłości stali wokół Wzgórza Świątynnego. Wynajął nawet dom w pobliżu Muru i przez jakiś czas opłacał stojących tam strażników, jednak nie trwało to długo, prawdopodobnie z powodu wyczerpania się funduszy lub niezadowolenia mieszkającej w pobliżu ludności arabskiej.
W roku 1877 wielki mufti Jerozolimy zaakceptował żydowską ofertę zakupu dzielnicy marokańskiej, jednak brak zgody wewnątrz środowiska żydowskiego spowodował, że transakcja nie doszła do skutku. Rok później kolejna próba podjęta przez barona Rothschilda zakończyła się podobnie po tym, jak władze arabskie zażądały, by po usunięciu domów nie budować w ich miejsce nowych budowli. Zgodzili się oni jedynie na posadzenie drzew. Co jednak ważniejsze, Żydzi wciąż nie mieliby pełnej kontroli nad tym terenem, co znaczyło, że nie mogliby zakazać okolicznym mieszkańcom używania placu do własnych celów (jak przeprowadzania mułów itp), co w oczywisty sposób zakłócałoby religijną powagę tego miejsca. Inne przekazy mówią, że powodem załamywania się kolejnych planów przejęcia tego terenu była obawa przed negatywną reakcją ludności arabskiej. W roku 1895 żydowski językoznawca i publicysta rabin Chaim Hirschensohn przy próbie zakupu Ściany natrafił na oszustów i stracił wszystkie swoje oszczędności. Nawet próba chcącej pomóc Żydom w zakupie Palestyńskiej Spółki Rozwoju Ziemi nie powiodła się w przeddzień I wojny światowej. W pierwszych miesiącach wojny turecki zarządca Jerozolimy, Zakey Bey zaoferował sprzedaż dzielnicy marokańskiej gminie żydowskiej za sumę 20 tys. funtów, która to miała zostać wykorzystana do przesiedlania mieszkającej tam ludności muzułmańskiej, zburzenia budynków i posadzenia drzew. Żydom nie udało się jednak uzbierać tej kwoty i kolejna okazja przepadła. Parę miesięcy później, pod naciskiem muzułmanów turecka administracja oficjalnym dekretem zakazała umieszczania stolików i zapalania świec na placu przed Ścianą. Dopiero po dłuższym czasie Chacham Bashi zdołał wycofać ów kontrowersyjny i mocno ochładzający wzajemne stosunki zakaz.